# ماترا باگرا
ماترا باگرا (Matra Bagheera) خودرویی است که در سال‌های ۱۹۷۳ تا ۱۹۸۰تولید شده‌است. 
این خودرو در کلاس خودرو اسپورت قرار گرفته، طراحی آن خودروهای موتور وسط عقب-محور عقب بوده طول آن در حالت طبیعی ۳٬۹۷۴ میلیمتر (۱۵۶٫۵ اینچ) و عرض آن در حالت طبیعی ۱٬۷۳۴ میلیمتر (۶۸٫۳ اینچ) و ارتفاع آن در حالت طبیعی ۱٬۱۷۵ میلیمتر (۴۶٫۳ اینچ) است. سیستم جعبه‌دندهٔ آن ۴ دنده به صورت دستی است.